# Dancing with the Stars (Austrália)
Dancing with the Stars é um reality show de competição de dança australiano.